# برج دبی دوحه
برج دبی دوحه، (به انگلیسی: Dubai Towers Doha) آسمان‌خراش ۸۸ طبقه به ارتفاع ۴۰۰٫۰ متر (۱٬۳۱۲٫۳ فوت)، با کاربری اداری-تجاری، هتل و مسکونی است، که در شهر دوحه، قطر مستقر می‌باشد. پروژه ساخت این ساختمان در تاریخ ۱۸ ژوئن ۲۰۰۷ آغاز شد و در سال ۲۰۱۴ متوقف شد اما از سال ۲۰۲۲ ساخت آن از سر گرفته شد و قرار است در سال ۲۰۲۳ افتتاح گردد.